# Cantherhines dumerilii
Cantherhines dumerilii là một loài cá biển thuộc chi Cantherhines trong họ Cá bò giấy. Loài cá này được mô tả lần đầu tiên vào năm 1854.

## Từ nguyên
Từ định danh dumerilii được đặt theo tên của Auguste Duméril, nhà bò sát học kiêm ngư học người Pháp, người đã gửi mẫu gốc của loài cá này và các mẫu vật cá bò giấy khác cho Hollard.

## Phân bố và môi trường sống
C. dumerilii có phân bố rộng khắp Ấn Độ Dương - Thái Bình Dương, gồm cả bờ đông của Thái Bình Dương, từ mũi nam Baja California đến Colombia, kể cả một số đảo ngoài khơi. Từ Oman và Đông Phi, phạm vi của chúng trải dài về phía đông đến quần đảo Hawaii và đảo Ducie (quần đảo Pitcairn), ngược lên phía bắc đến miền nam Nhật Bản, xa về phía nam đến, Nam Phi, Úc và đảo Rapa Iti. C. dumerilii mới được ghi nhận tại vùng biển Ninh Thuận (Việt Nam).
C. dumerilii sống trên các rạn san hô, phổ biến ở vùng nước mặt xung quanh các đảo, độ sâu đến khoảng 70 m.

## Mô tả
Chiều dài cơ thể lớn nhất được ghi nhận ở C. dumerilii là 38 cm. Đầu và thân màu nâu xám hoặc nâu vàng đến nâu sẫm, có khoảng 12 vạch sọc dọc ở thân sau. Mắt vàng cam. Môi trắng. Vây lưng mềm, vây ngực và vây hậu môn có các tia vàng nhạt. Vây đuôi màu vàng cam (sẫm cam hơn ở cá đực), có tia màu sẫm. Ngạnh mỗi bên cuống đuôi ở cá đực trưởng thành màu cam (dài hơn so với cá cái). Cá con và cá gần trưởng thành có nhiều đốm trắng trên đầu và thân.
Số gai vây lưng: 2; Số tia vây lưng: 34–39; Số gai vây hậu môn: 0; Số tia vây hậu môn: 28–35; Số tia vây ngực: 14–15.

## Sinh thái
Thức ăn của C. dumerilii là san hô, rong tảo, hải miên, cầu gai và nhuyễn thể. Loài này thường sống đơn độc hoặc thành đôi.

## Thương mại
C. dumerilii là loài cá cảnh được bán thương mại, cũng có thể được bán ở các chợ cá tại một số quốc gia nhiệt đới.